# Laguna de Cumbal
La laguna de Cumbal, también llamada laguna de La Bolsa, está ubicada en la falda del volcán Cumbal, a 3440 metros sobre el nivel del mar. Se sitúa a una distancia de 10 kilómetros al oriente de Cumbal, y a 22 kilómetros del municipio de Guachucal con la que se comunica por una vía carreteable.
Esta laguna se caracteriza por la coloración gris de sus aguas, la temperatura muy baja y la ausencia de oleaje, circundada por vistosas colinas y pequeñas llanuras tapizadas de pastos naturales y de la vegetación propia de los páramos. Entre la fauna característica de la región se encuentran águilas, cusumbos, venados y guaguas; mientras la flora está representada por frailejones, encenillos y cojines. En sus aguas abunda la trucha arcoíris.
La cuenca de la laguna de Cumbal es pequeña en cuanto a su extensión (9,8 km²) y se encuentra en una zona muy sensible de recarga de acuíferos. La componen dos subcuencas: la de la quebrada Cusculgo y la de la quebrada Capotes. Por medio de infiltración da origen a una intrincada red de manantiales y ojos de agua. El río Cuacé nace a 3425 metros sobre el nivel del mar, como resultado de la infiltración de la laguna de Cumbal.